# Bilogora
Bilogora je nízké pohoří v severovýchodním Chorvatsku. Prochází Koprivnicko-križeveckou župou a na hranici Bjelovarsko-bilogorské a Viroviticko-podrávské župy. Podle pohoří byla pojmenována Bjelovarsko-bilogorská župa, na jejímž území částečně leží. Nejvyšším vrcholem je 309 m vysoký kopec Rajčevica (rovněž nazývaný Stankov vrh). Pohoří Bilogora je protáhlé a rozkládá se mezi pohořím Kalnik na severozápadě a pohořím Papuk na jihovýchodě.
Na úpatí pohoří se nachází mnoho měst, k nimž patří Križevci, Koprivnica, Bjelovar, Virovitica, Grubišno Polje a Slatina. V pohoří pramení řeky Česma a Ilova. Bilogora je jedním z nejnižších pohoří, ale také jedním z nejrozsáhlejších.
V pohoří se nacházejí ložiska ropy, zemního plynu a hnědého uhlí.

## Nejvyšší vrcholy
Jsou zde uvedeny všechny vrcholy vyšší než 240 metrů nad mořem.
- Rajčevica – 309 m
- Koševac – 296 m
- Bilo – 294 m
- Babina gora – 293 m
- Viš – 288 m
- Bačko brdo – 278 m
- Kerbulin – 274 m
- Mestrićev jarak – 273 m
- Zakletišće – 268 m
- Dugi Brezek – 267 m
- Kostajnik – 266 m
- Planina – 266 m
- Haršan – 262 m
- Velika Zrinjska Šuma – 262 m
- Vijenac – 261 m
- Repušnja – 260 m
- Trklje – 258 m
- Brezine – 257 m
- Lanište – 257 m
- Cernakova – 256 m
- Kamenik – 256 m
- Velebit – 255 m
- Gradina – 254 m
- Borova – 252 m
- Starina brijeg – 252 m
- Halbot – 248 m
- Klupi – 242 m
- Mačak – 241 m
- Lestak – 240 m
- Staro brdo – 240 m